# Copertura degli spigoli
Nella teoria dei grafi, una copertura degli spigoli di un grafo è un insieme di spigoli tale che ogni vertice del grafo è incidente ad almeno uno spigolo dell'insieme. Nell'informatica, il problema della copertura minima degli spigoli è il problema di trovare una copertura degli spigoli di dimensione minima. È un problema di ottimizzazione che appartiene alla classe dei problemi di copertura e può essere risolto in tempo polinomiale.

## Definizione
Formalmente, la copertura degli spigoli di un grafo G è un insieme di spigoli C tale che ogni vertice in G è incidente con almeno uno spigolo in C. Si dice che l'insieme C copre i vertici di G. La figura seguente mostra esempi di coperture degli spigoli in due grafi.
Una copertura minima degli spigoli è una copertura degli spigoli della dimensione più piccola possibile. Il numero delle coperture degli spigoli {\displaystyle \rho (G)} è la dimensione della copertura minima degli spigoli. La figura seguente mostra esempi di coperture minime degli spigoli.
Si noti che la figura a destra non è soltanto una copertura sugli spigoli, ma anche un accoppiamento. In particolare, esso è un accoppiamento perfetto: un accoppiamento M in cui ciascun vertice è incidente con esattamente un vertice in M. Un accoppiamento perfetto è sempre una copertura minima degli spigoli.

### Esempi
- L'insieme di tutti gli spigoli è una copertura degli spigoli, assumendo che non ci siano vertici di grado 0.
- Il grafo bipartito completo Km,n ha numero di coperture degli spigoli max(m, n).

## Algoritmi
Una copertura degli spigoli piccolissima può essere trovata nel tempo polinomiale trovando un accoppiamento massimo ed estendendolo "golosamente" (cioè mediante un "algoritmo goloso") così che tutti i vertici siano coperti. Nella figura seguente, un accoppiamento massimo è segnato in rosso; gli spigoli supplementari che sono stati aggiunti per coprire i nodi non accoppiati sono segnati in blu. (La figura a destra mostra un grafo in cui un accoppiamento massimo è un accoppiamento perfetto; quindi copre già tutti i vertici e non sono stati necessari spigoli supplementari.)
D'altro canto, il problema collegato di trovare una copertura dei vertici piccolissima è un problema NP-difficile.